# Université Panthéon-Assas
Université Panthéon-Assas [ynivɛʁsite pɑ̃teɔ̃asas], ofta hänvisat till som "Assas" [asas] eller "Paris II" [paʁi dø], ibland även "Sorbonne Law School", är ett statligt universitet beläget i Latinkvarteret i Paris i Frankrike. Det grundlades 1971 som efterföljare till fakulteten för juridik och ekonomi vid Paris universitet, som uppdelades i 13 självbestämmande universitet efter majrevolten 1968.
Det anses vara det främsta franska lärosätet inom juridik och ett av de bättre i Europa. Assas har utbytesprogram med 315 universitet världen över, däribland fyra svenska universitet (Uppsala universitet, Stockholms universitet, Örebro universitet och Göteborgs universitet) för studenter på juristprogrammet.

## Alumner i urval
Bland skolans alumner finns flera kända namn.
- François Hollande, Frankrikes president (2012–2017)
- Marine Le Pen, advokat och politiker
- Dominique de Villepin, advokat och fransk premiärminister
- Jean-Pierre Raffarin, fransk premiärminister
- Michèle Alliot-Marie, fransk utrikesminister
- François Baroin, fransk finansminister
- Rachida Dati, fransk justitieminister
- Christiane Taubira, fransk justitieminister
- Martine Aubry, politiker och borgmästare i Lille
- Jean Tiberi, politiker och borgmästare i Paris
- Édouard de Rothschild, affärsman
- Maurice Gourdault-Montagne, diplomat
- Raymond Ranjeva, domare i Internationella domstolen i Haag
- Catherine Samba-Panza, Centralafrikanska republikanens president (2014–2016)
- Prokopis Pavlopoulos, Greklands president (2015–)
- Panagiotis Pikrammenos, grekisk premiärminister
- Manuela Ramin-Osmundsen, norsk minister
- Claude Chirac, dotter och rådgivare till president Jacques Chirac